# Dragomir Cioroslan
Dragomir Cioroslan (Cluj, 15 maggio 1954) è un ex sollevatore rumeno medagliato olimpico che ha gareggiato nella categoria dei pesi medi (fino a 75 kg.).
Ha partecipato a tre edizioni dei Giochi Olimpici e dal 1990 vive negli Stati Uniti d'America.

## Carriera
Nel 1976 partecipò alle Olimpiadi di Montréal, terminando la gara al 5º posto finale, ma venne squalificato in quanto trovato positivo al doping.
Si ripresentò alle Olimpiadi di Mosca 1980, validi anche come campionati mondiali, classificandosi al 5º posto finale con 322,5 kg. nel totale.
Nel 1984, alle Olimpiadi di Los Angeles, vinse la medaglia di bronzo con 332,5 kg. nel totale, dietro al tedesco occidentale Karl-Heinz Radschinsky (340 kg.) e al canadese Jacques Demers (335 kg.). In quell'anno la competizione olimpica di sollevamento pesi era valida anche come Campionato mondiale.
Ai Campionati mondiali di sollevamento pesi, oltre al bronzo di Los Angeles 1984, Cioroslan ebbe come miglior risultato due quarti posti nelle edizioni di Lubiana 1982 e Mosca 1983.
Al termine della carriera agonistica si dedicò a quella di allenatore di sollevamento pesi, assumendo incarichi dirigenziali all'interno della relativa Federazione rumena.
Nel 1990 Cioroslan si trasferì negli Stati Uniti d'America, continuando la sua carriera di allenatore e diventando responsabile tecnico della squadra nazionale statunitense di sollevamento pesi dal 1993 al 2003, entrando in seguito a far parte, come dirigente, del Comitato Olimpico USA.